# Марк Шпіц
Марк Шпіц (англ. Mark Spitz, 10 лютого 1950) — американський плавець, дев'ятиразовий олімпійський чемпіон. Єдиний у світі спортсмен-чемпіон, що завоював на одній Олімпіаді відразу 7 медалей допоки його рекорд не побив Майкл Фелпс у 2008 році у Пекіні, коли завоював 8 медалей.

## Виступи на Олімпіадах
| Олімпіада   | Дисципліна                            | Місце |
| ----------- | ------------------------------------- | ----- |
| Мехіко 1968 | плавання на 100 метрів вільним стилем | 3     |
| Мехіко 1968 | естафета 4 × 100 вільним стилем       | 1     |
| Мехіко 1968 | естафета 4 × 200 вільним стилем       | 1     |
| Мехіко 1968 | плавання на 100 метрів, батерфляй     | 2     |
| Мехіко 1968 | плавання на 200 метрів, батерфляй     | 8     |
| Мюнхен 1972 | плавання на 100 метрів вільним стилем | 1     |
| Мюнхен 1972 | плавання на 200 метрів вільним стилем | 1     |
| Мюнхен 1972 | естафета 4 × 100 вільним стилем       | 1     |
| Мюнхен 1972 | естафета 4 × 200 вільним стилем       | 1     |
| Мюнхен 1972 | плавання на 100 метрів, батерфляй     | 1     |
| Мюнхен 1972 | плавання на 200 метрів, батерфляй     | 1     |
| Мюнхен 1972 | комплексна естафета 4 × 100           | 1     |